# Rikarja vas, Podklošter
Rikarja vas (nemško Riegersdorf) je naselje v Občini Podklošter v Okraju Beljak-dežela na Koroškem v Avstriji.